# Dacus parvimaculatus
Dacus parvimaculatus är en tvåvingeart som beskrevs av White 2006. Dacus parvimaculatus ingår i släktet Dacus och familjen borrflugor.
Artens utbredningsområde är Gabon. Inga underarter finns listade i Catalogue of Life.